# Бофремон, Жозеф де
Жозеф де Бофремон (фр. Joseph de Bauffremont; 25 сентября 1713, Париж — 14 ноября 1795, Сези), принц де Листенуа и князь Священной Римской империи — вице-адмирал Франции, участник Семилетней войны.

## Биография
Третий сын Луи-Бенина де Бофремона, маркиза де Листене и Клерво, и Элен де Куртене.
Шевалье, затем принц де Бофремон-Листенуа, маркиз де Мирбо. Как и его старший брат, был принят в рыцари Мальтийского ордена без предъявления доказательств благородного происхождения со стороны матери.
Гардемарин в 1731 году, мичман с 1733, произведен в лейтенанты в 1735. Служил на кораблях Мальтийского ордена, отличился в бою одной из его галер с тунисским корсаром. В 1742 году в ранге капитана корабля командовал судном «Эсперанс», входившим в состав эскадры де Кура из 13 кораблей, сумевшей уйти от преследования англичан и проводить испанские корабли в Тулон. В 1744 году командовал кораблем «Волаж», в эскадре де Кура, действовавшей против адмирала Мэтьюса.
В сентябре 1755 произведен в чин шефа эскадры морских армий Франции. Выйдя 30 января 1757 из Бреста в направлении Сан-Доминго, с эскадрой из пяти линейных кораблей (флагман «Тоннан») и двух фрегатов, шевалье де Бофремон 18 марта на широте этого острова захватил английский 56-пушечный корабль «Гринвич». 31 мая вышел с пятью кораблями для оказания помощи Луисбургу, и вернулся в Брест 23 ноября.
В 1757 году дипломом императора Франца I был, вместе с братьями, возведен в достоинство имперского князя, с правом именоваться кузеном императора.
20 ноября 1759 командовал авангардом (7 линейных кораблей) эскадры маршала Конфлана в Киберонском морском сражении (битве при Кардино) с силами адмирала Хока. На заключительном этапе боя Бофремон на 80-пушечном «Тоннане» поддержал атаку флагмана «Солей-Руайяль», а после разгрома французской эскадры сумел собрать часть кораблей и уйти из Киберонской бухты, обойдя англичан и скалы Кардино, и привел в Рошфор восемь линейных кораблей.
6 ноября 1762 пожалован в рыцари военного ордена Святого Людовика.
В октябре 1764 произведен в генерал-лейтенанты морских армий. В 1766 году совершил плавание к побережьям Варварии и Леванта, с целью демонстрации французской военно-морской силы правителям пиратских государств и Османской империи. Дневник экспедиции, адресованный адмиралом своей жене, был опубликован в Париже в 1981 году.
10 февраля 1777 получил должность вице-адмирала Франции, командующего флотом Понанта.

## Семья
Жена (контракт 22.11.1762): принцесса Луиза-Бенин-Мари-Октавия-Жаклин-Лоранс де Бофремон (1750—?), канонисса в Ремирмоне, дочь принца Луи де Бофремона и Мари-Сюзанны-Симоны-Фердинанды де Тенарр. Покинув Мальтийский орден, Жозеф де Бофремон по случаю женитьбы с разрешения короля принял титул принца де Листенуа, а для вступления в брак с родной племянницей потребовалось папское разрешение.
Дети:
- Аделаида-Шарлотта де Бофремон (1772—10.11.1789), канонисса в Ремирмоне
- Герцог Александр-Эмманюэль-Луи де Бофремон (27.04.1773—22.12.1833), пэр Франции. Жена (1787): Мари-Антуанетта-Розали-Полина де Келен де Ла-Вогийон (1771—1847), дочь пэра Франции герцога Поля-Франсуа де Ла-Вогийона и виконтессы Антуанетты-Розали де Понс-Рокфор
- принцесса Элен де Бофремон-Листенуа (05.1774—1836). Муж (1817): граф Мари-Габриель-Флоран-Огюст де Шуазёль-Гуфье (1752—1817), пэр Франции
- принцесса Ортанс-Женевьева-Мари-Анн де Бофремон-Листенуа (18.02.1782—7.12.1848), наследная канонисса Мальтийского ордена, дама ордена Звёздного креста. Муж 1) (1803): виконт Жозеф-Огюстен де Нарбон-Лара (ум. 1825), лагерный маршал; 2 (3.07.1834): граф Пьер-Жюль де Феррари (ум. 1864), офицер кавалерии
- Жозеф-Анри-Октав де Бофремон (4.05.1779—27.11.1791)